# 真新新村站
真新新村站位于中华人民共和国上海市嘉定区真新街道祁连山南路铜川路路口，农贸市场和嘉和坊附近，为上海轨道交通14号线的车站，小交路的西侧终点站。

## 车站结构
真新新村站共有3层。地面为车站出口，地下一层为车站大厅，地下二层为14号线站台。

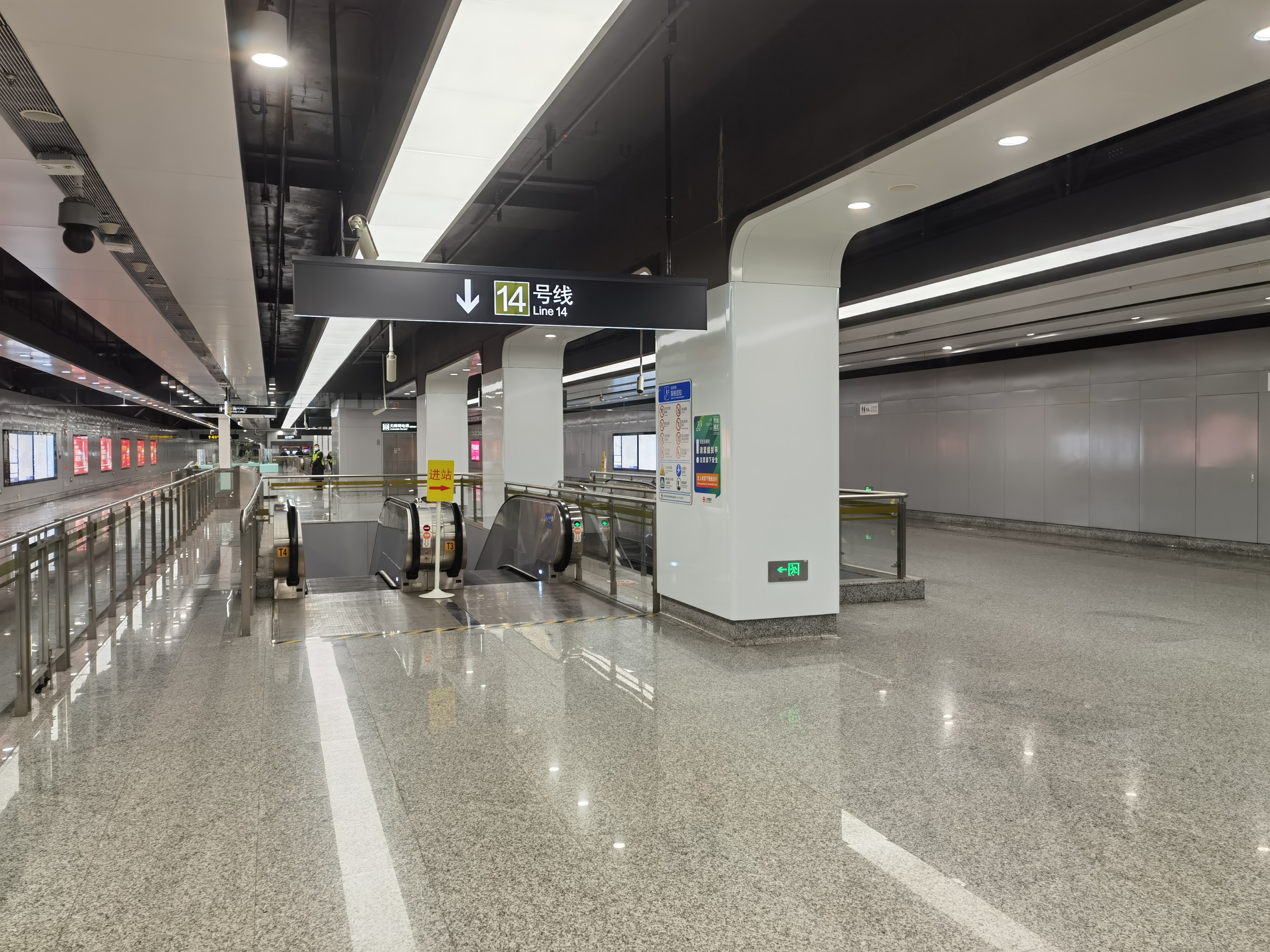
站厅

| 地面层   | 出入口             | 1-2、4-6出入口                   |  |  |
| 地下一层 | 站厅               | 票务服务、自动售票机、人工服务台 |  |  |
| 地下二层 | ①站台              | █ 14号线 往封浜（定边路）        |  |  |
|          | 岛式站台，左侧开门 |                                  |  |  |
|          | ②站台              | █ 14号线 往桂桥路（真光路）      |  |  |

## 车站出口
|                                       |                   |      |
| 出口编号                              | 建议前往目的地    | 图片 |
| 1出口 · 出口                          | 铜川路 祁连山南路 |      |
| 2出口 · 出口 · 上海地铁无障碍电梯标志 | 铜川路 祁连山南路 |      |
| 4出口 · 出口                          | 铜川路 安边路     |      |
| · （暂未开通）                        | 铜川路            |      |
| 6出口 · 出口 · 上海地铁无障碍电梯标志 | 铜川路            |      |